# H2PTM
 (décembre 2024).
H2PTM, ou Hypertextes et Hypermédias, Produits, Outils et Méthodes, est une conférence internationale sur les hypermédias. Le premier congrès eut lieu à Paris en 1989 et a été organisé par le Laboratoire Paragraphe de l'Université Paris VIII.
En 2009, H2PTM a célébré son 20e anniversaire avec une conférence organisée à Paris en novembre. C'en était la dixième conférence. Elle avait pour titre «RÉTROSPECTIVE ET PERSPECTIVE 1989-2009».

## Compte rendu des actes de la conférence H2PTM
- H2PTM'99 : hypertextes, hypermédias et internet : réalisations, outils et méthodes, sous la direction de Balpe, Lelu et Natkin, Paris, Hermès, 1999
- Rétrospective et perspective 1989-2009 : actes de H2PTM'09, sous la direction de Saleh, Leleu-Merviel, Jeanneret et al., Paris, Hermès, 2009.
- Pratiques et usages numériques. Actes de H2PTM’13, sous la direction de Saleh, Zacklad, Leleu-Merviel et al., Paris, Lavoisier, 2013.
- De l'hypertexte aux humanités numériques : actes de H2PTM'19, sous la direction de Saleh, Bouhaï, Leleu-Merviel et al., Londres, ISTE, 2019.